# ایرکوتسکی
ایرکوتسکی (به لاتین: Irkutsky) یک منطقهٔ مسکونی در روسیه است که در سرزمین آلتای واقع شده‌است.